# Удештет
Удештет (њем. Udestedt) општина је у њемачкој савезној држави Тирингија. Једно је од 55 општинских средишта округа Земерда. Према процјени из 2010. у општини је живјело 820 становника. Посједује регионалну шифру (AGS) 16068055.

## Географски и демографски подаци
Удештет се налази у савезној држави Тирингија у округу Земерда. Општина се налази на надморској висини од 174 метра. Површина општине износи 16,3 km². У самом мјесту је, према процјени из 2010. године, живјело 820 становника. Просјечна густина становништва износи 50 становника/km².